# 佐藤慧一
佐藤 慧一（さとう けいいち、1997年7月27日 - ）は、北海道札幌市生まれ、下川町出身のスキージャンプ選手である。雪印メグミルクスキー部に所属する。

## 経歴
札幌市に生まれ、小学3年で長沼町より下川町に転校し、同級の伊藤将充に誘われて小学4年よりスキージャンプを始める。下川中学校2年時の全国中学校スキー大会では1学年上の小林陵侑に続いて2位に入賞、下川商業高校では2年時に高校選抜を優勝、3年時に高校選抜を連覇し、国体少年の部、宮様スキー大会少年の部を優勝する。
2016年、高校を卒業し雪印メグミルクに入社する。社会人3年目の2018年、全日本選手権ラージヒルで3位入賞の後、名寄ピヤシリジャンプ大会で社会人初優勝し、このシーズンは国内大会で4勝をあげる。
国際大会は、FISカップは2014年9月のルシュノフ大会で7位および2位に入りFISポイントを獲得。コンチネンタルカップは2016年8月のクオピオ大会で2日目に28位に入りポイントを獲得した。2019年1月の札幌大会では1日目15位、2日目6位の成績を上げたことから、直後のワールドカップ札幌大会に初出場し、予選22位、1日目26位、2日目23位でポイントを獲得した。
2019/20年シーズンの夏はコンチネンタルカップから参戦し、シュチンスク大会では日本人選手としては9年ぶりに優勝し、その後のサマーグランプリではヒンターツァルテン大会の混合団体2位、ザコパネ大会の男子団体優勝などのメンバーとなり、白馬大会の個人戦では1日目3位、2日目2位に入賞した。冬はコンチネンタルカップから参戦し、クーサモ大会で1日目に優勝、2日目は3位に入賞した。その後エンゲルベルク大会よりワールドカップを転戦し、総合34位でシーズンを終えた。
2020/21年シーズンは、コロナ禍のため10月以降の開催となったサマージャンプ国内戦は7戦中3位2回であった。ワールドカップには初めて開幕戦から出場し、12月6日のニジニ・タギル大会で自己最高かつ初のトップ10入りとなる5位となるなど、3回の1桁順位となり総合20位でシーズンを終えた。シーズン序盤に行われたスキーフライング世界選手権に初出場、個人17位、団体5位のメンバーとなった。シーズン後半に行われた世界選手権にも日本代表として初出場し、ノーマルヒル21位、ラージヒル13位、男子団体4位のメンバーとなった。
2021/22年シーズンは全日本選手権ノーマルヒルで2位となったものの、
その後調子を落とし北京オリンピックの代表を逃した。ワールドカップは最高22位、総合49位であったが、ビショフスホーフェン大会の男子団体2位のメンバーとなり初めて表彰台に登った。
2022/23シーズンはワールドカップ総合63位であった。
2023/24シーズンはコンチネンタルカップ、サマーグランプリに出場、ワールドカップは札幌大会とRAW AIR大会以降に出場し、総合64位であった。国内戦では雪印メグミルク杯および国民スポーツ大会成年A組を制した。
2024/25シーズンはサマーグランプリおよびワールドカップに出場した。ワールドカップでは札幌大会終了時までのポイントで日本代表の6番手となり世界選手権の代表入りを逃し、その後コンチネンタルカップに出場した。ワールカップは総合58位でシーズンを終えた。国内戦は夏1勝、冬3勝をあげた。

## 主な競技成績

### 世界選手権
- 2021年オーベルストドルフ大会 ( ドイツ)
  - 個人ノーマルヒル 21位
  - 個人ラージヒル 13位
  - 団体ラージヒル 4位 (佐藤幸椰、中村直幹、佐藤慧一、小林陵侑)

### フライング世界選手権
- 2020年プラニツァ大会( スロベニア)
  - 個人 17位
  - 団体 5位 (佐藤慧一、中村直幹、小林陵侑、佐藤幸椰)

### ジュニア世界選手権
- 2017年パークシティ大会（ アメリカ合衆国）
  - 代表に選出されたが競技出場は無し。

### ワールドカップ
- 最高順位 5位（2024/25シーズンまで）

| シーズン | 順位 | ポイント |
| -------- | ---- | -------- |
| 2018/19  | 56.  | 13       |
| 2019/20  | 34.  | 109      |
| 2020/21  | 20.  | 291      |
| 2021/22  | 49.  | 38       |
| 2022/23  | 63.  | 14       |
| 2023/24  | 64.  | 3        |
| 2024/25  | 58.  | 10       |

#### 表彰台
| 男子団体 | 男子団体 | 男子団体             | 男子団体 | 男子団体 | 男子団体                              |
| シーズン | 開催日   | 開催地               | HS       | 成績     | メンバー                              |
| -------- | -------- | -------------------- | -------- | -------- | ------------------------------------- |
| 2021/22  | 1月9日   | ビショフスホーフェン | 142      | 準優勝   | 佐藤幸椰 佐藤慧一 小林潤志郎 小林陵侑 |

### サマーグランプリ
- 通算 2位1回、3位1回、男子団体優勝1回、混合団体2位1回（2024シーズンまで）

| シーズン | 順位 | ポイント |
| -------- | ---- | -------- |
| 2019     | 7.   | 213      |
| 2021     | .    | 0        |
| 2022     | 25.  | 58       |
| 2023     | 47.  | 40       |
| 2024     | 15.  | 151      |

### コンチネンタルカップ
- 通算 優勝2回、2位1回、3位1回（2024/25シーズンまで）

| シーズン | 夏   | 夏       | 冬   | 冬       | 通算  | 通算     |
| シーズン | 順位 | ポイント | 順位 | ポイント | 順位  | ポイント |
| -------- | ---- | -------- | ---- | -------- | ----- | -------- |
| 2016/17  | 096. | 003      | –    | –        | 0169. | 003      |
| 2018/19  | –    | –        | 030. | 00206    | 043.  | 00206    |
| 2019/20  | 013. | 00230    | 020. | 00276    | 016.  | 00506    |
| 2022/23  | –    | –        | 063. | 0041     | 079.  | 0041     |
| 2023/24  | 019. | 0045     | 047. | 0094     | 0.    | 00139    |
| 2024/25  | –    | –        | 069. | 0029     | 081.  | 0029     |

### 国内大会
- 2015年
  - 第27回 全国高等学校選抜スキー大会男子組 - 優勝
- 2016年
  - 第28回 全国高等学校選抜スキー大会男子組 - 優勝
  - 第71回 国民体育大会冬季大会スキー競技会少年組 - 優勝
  - 第87回 宮様スキー大会国際競技会少年組ノーマルヒル - 優勝
- 2018年
  - 第49回 名寄ピヤシリジャンプ大会男子組 - 優勝
- 2019年
  - 第61回 HBCカップジャンプ競技会男子組 - 優勝
  - 第30回 TVh杯ジャンプ大会男子組 - 優勝
  - 第90回 宮様スキー大会国際競技会成年組ノーマルヒル - 優勝
- 2024年
  - 第65回 雪印メグミルク杯全日本ジャンプ大会成年組 - 優勝
  - 第78回 国民スポーツ大会冬季大会スキー競技会成年A組 - 優勝
  - 第42回 札幌市長杯宮の森サマージャンプ大会成年組 - 優勝
- 2025年
  - 第67回 HBCカップジャンプ競技会男子組 - 優勝
  - 雪印メグミルクカツゲンカップ2025ジャンプ大会男子組 - 優勝
  - 第96回 宮様スキー大会国際競技会成年組ノーマルヒル - 優勝